# Bikkourim

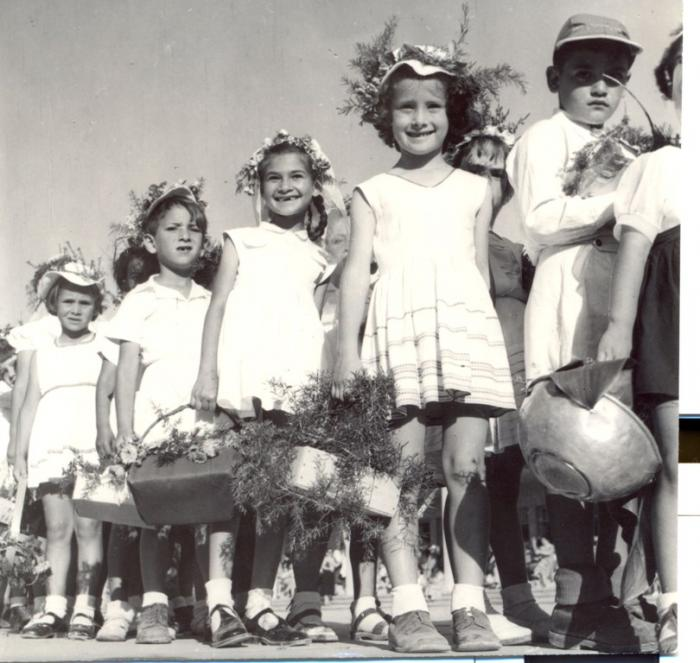
Récolte annuelle des Bikkourim

Les bikkourim (hébreu : ביכורים prémices) sont les premiers fruits de la récolte annuelle. Prélevés sur les « sept espèces par lesquelles [la terre d’]Israël a été bénie », ils étaient apportés à Jérusalem aux prêtres du Temple à partir de la fête de Chavouot.
L’offrande des bikkourim ne pouvant plus être réalisée en l’absence de Temple, elle ne donne plus lieu, jusqu’au XXe siècle, qu’à de vagues réminiscences comme la coutume de fleurir les foyers et la synagogue lors de la fête. Le mouvement pionnier du kibboutz, y voyant l’un des symboles les plus forts de la renaissance de la terre et de la Terre d’Israël, en fait la manifestation principale de Chavouot. Bien qu’elle tende à tomber en désuétude aujourd’hui, cette cérémonie des bikkourim a marqué la culture israélienne.